# Alfred Tack
Alfred Tack (* 23. Februar 1898 in Schöningen; † 3. September 1970 in Helmstedt) war ein deutscher Politiker (SPD). Er war von 1947 bis 1970 Abgeordneter im Landtag von Niedersachsen.
Tack war von Beruf Modelltischler Im Jahr 1912 trat er der SPD und der Gewerkschaft bei. Ein Jahr später wurde er in den Betriebsrat gewählt. Im Jahr 1927 wurde er Stadtverordneter in Schöningen. Wegen seiner politischen Gesinnung wurde er 1933 verhaftet. Nach Ende des Zweiten Weltkrieges wurde er 1945 Mitglied des Betriebsrates der Braunschweigischen Kohlenbergwerke. Von 1945 bis 1968 war er Bürgermeister der Stadt Schöningen. Im Jahr 1946 wurde er Mitglied des Ernannten Braunschweigischen Landtages. Außerdem wurde er 1947 in die erste Wahlperiode des Niedersächsischen Landtages gewählt, dem er bis zum Ende der sechsten Wahlperiode 1970 angehörte. Ein halbes Jahr später starb Tack. Er war Inhaber des Großen Verdienstkreuzes der Bundesrepublik Deutschland (1966) und des Großen Verdienstkreuzes des Niedersächsischen Verdienstordens.